# العقل المستقيم والمقالات الأخرى
العقل المستقيم والمقالات الأخرى هي مجموعة من المقالات التي كتبتها مونيك ويتيج (1992).
تُرجم الكتاب إلى الفرنسية باسم الفكر La Pensée في عام 2001.

## نبذة عن الكتاب
في أبريل 1979، قدمت ويتيج مقالتها العقل المستقيم، كخطاب رئيسي في الصباح في حدث أُقيم بكلية بارنار بعنوان «الباحث والمؤتمر النسائي، مستقبل الفرق». ظهر المقال باللغة الفرنسية في جريدة الأسئلة النسوية Question Feministe، حيث انشقت المقالة الافتتاحية الجماعي، التي تضمنت الحديث حول «مسألة المثلية» مما أدى إلى نهاية نشر الكتاب. كما ظهر الكتاب باللغة الإنجليزية ضمن قضايا النسوية.
يتناول فيلم لا يولد المرء كامرأة "One is Not Born a woman"، الذي أٌذيع في سبتمبر 1979 في «مؤتمر الذكرى الثلاثين للجنس الثاني» الذي عقد في جامعة نيويورك، نتائج الرؤى السياسية النسوية لسيمون دي بوفوار للمثليات. كتبت ويتيج، «المثليات ليسن نساء على افتراض أن مصطلح امرأة يعرفه الرجال»., علاوةً على ذلك، قارنت ويتيج السحاقيات بالعبيد الهاربين.
علّق جيل ديلوز أن حصان طروادة استُخدم في الكتاب لشرح نظريتها في كآلة حرب.